# Selden (Kansas)
Pour les articles homonymes, voir Selden.
Selden est une municipalité américaine située dans le comté de Sheridan au Kansas.

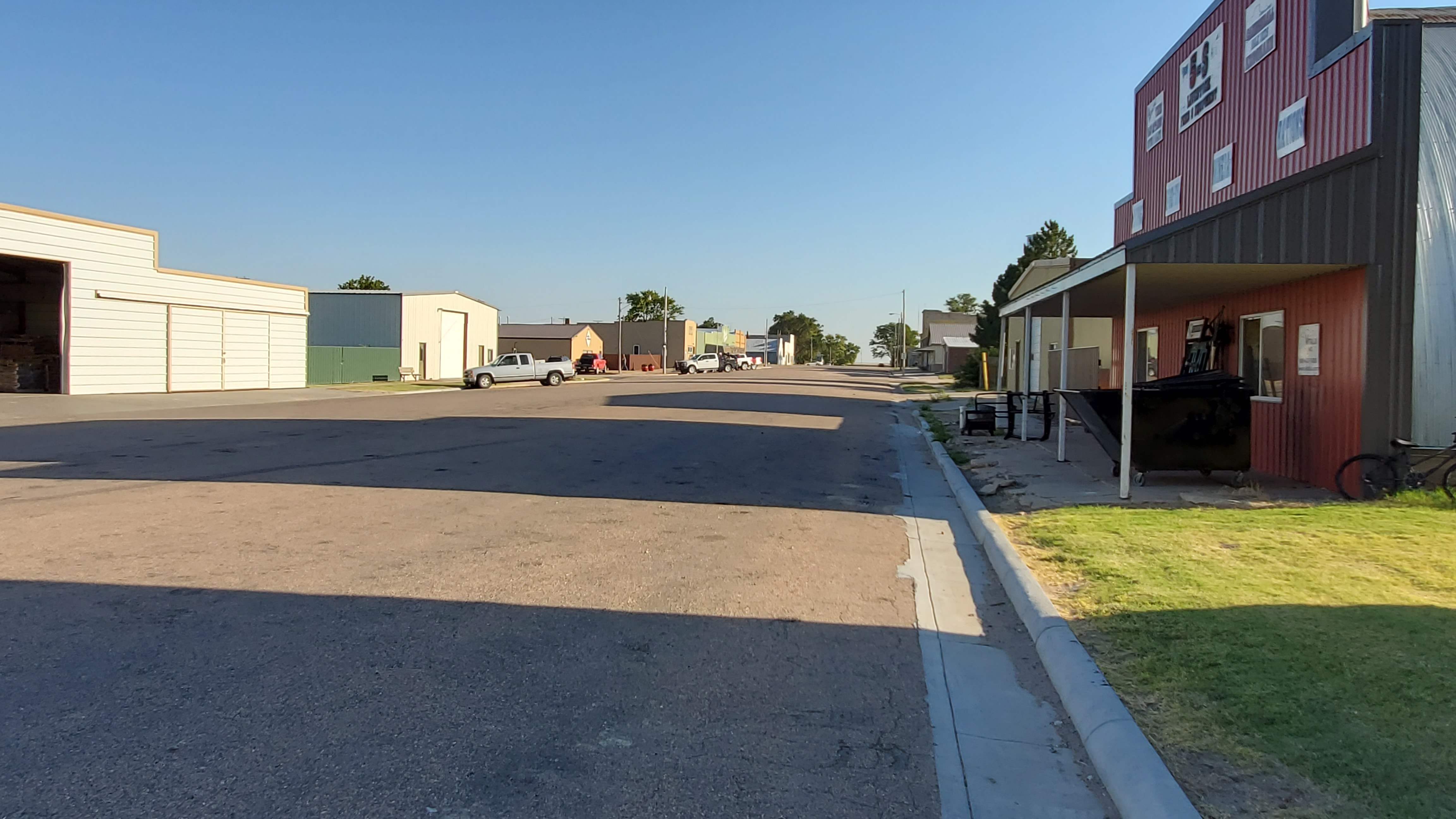
Avenue Kansas (2020)

Lors du recensement de 2010, sa population est de 219 habitants. La municipalité s'étend alors sur une superficie de 0,30 mille carré (0,78 km2).
Selden est fondée en 1888 lors de l'arrivée du Chicago, Rock Island and Pacific Railroad,. Son bureau de poste ouvre en juillet de la même année. La localité est nommée en l'honneur de l'un de ses fondateurs, Selden G. Hopkins,.